# Cazwell
Cazwell (настоящее имя: Люк Касвелл; р. 28 июня 1978) — американский рэпер и автор песен. Получил известность благодаря откровенным песням и сотрудничеству с Амандой Лепор. Его работы сосредоточены на гомо- и бисексуальных урбанистических темах, а его музыку и видео крутят на ЛГБТ-канале Logo. Cazwell — открытый гей.

## Карьера
Cazwell выпустил дебютный альбом «Get into It» в 2006 году. Клип (режиссёр Френсис Легдж) на сингл «All Over Your Face» был запрещён на канале LOGO из-за откровенного текста и сексуальных образов. Cazwell известен как организатор вечеринок и диджей, в том числе в BoysRoom в Нью-Йорке c участием гостей Ladyfag, Аманды Лепор, Dj Adam, Raquel Reed и его брата Stephen Reed.
Летом 2007 года Cazwell участвовал в True Colors Tour, который проходил по 15 городам Северной Америки. Тур, спонсированный каналом LOGO, был организован Маргарет Чо, а хедлайнером была Синди Лаупер при участии Rufus Wainwright, The Dresden Dolls, Rosie O'Donnell, Indigo Girls, Stephen Reed и других специальных гостей. Доходы от тура помогли ЛГБТ-организациям Human Rights Campaign, PFLAG и The Matthew Shepard Foundation.
В 2008 году, благодаря Jonny Makeup, был выпущен сингл «I Seen Beyoncé…», режиссёрами видео на который стали Френсис Легдж и Бек Ступак.
В 2009 году Cazwell участвует в финальном эпизоде американского реалити-шоу «RuPaul’s Drag Race» и выпускает сингл «Tonight», по образцу сингла «Give Me Tonight» Шанноны. Второй альбом, «Watch My Mouth», был выпущен 1 сентября 2009 года и содержал все предыдущие синглы, а также несколько дебютных песен.
В 2010 был выпущен сингл «Ice Cream Truck» и выложено видео на YouTube. Премьера видео состоялась 30 июля и в первую неделю получило более миллиона просмотров. Режиссёром клипа стал Марко Овандо.

## Дискография

### Альбомы
- 2006 — Get into It
- 2009 — Watch My Mouth

### Синглы
- 2006 — All Over Your Face (2006)
- 2007 — Watch My Mouth (2007)
- 2008 — I Seen Beyonce (2008)
- 2009 — Tonight (2009)
- 2010 — Ice Cream Truck (2010)
- 2012 — Rice And Beans (2012)
- 2013 — Guess What (feat. Luciana) (2013)

### Совместные синглы
- 2006 — Colton Ford «That’s Me» (Featuring Cazwell and Stephen Reed)
- 2006 — Peppermint «Servin' it Up!» (Featuring Cazwell)